# Elisabeth Hoppe
Elisabeth Hoppe (* 1981 in Aachen) ist eine deutsche Schauspielerin.

## Aktivitäten
Von 2001 bis 2005 absolvierte Elisabeth Hoppe eine Ausbildung an der Otto-Falckenberg-Schule in München, dort arbeitete sie unter anderem mit Marco Štorman (»Das Maß der Dinge«) zusammen. Von 2005 bis 2009 war sie Ensemblemitglied am Theater Freiburg, in dieser Zeit kam es zur Zusammenarbeit mit Sandra Strunz (»Die Familie Schroffenstein«), Katrin Hentschel (»Terroristinnen«) und Christoph Frick (»Die Nibelungen«). Von der 2009 bis 2014 war Hoppe festes Ensemblemitglied am Schauspiel Hannover. Zwischen 2014 und 2017 ging sie ans Deutsches Theater Göttingen. Seit 2017 ist sie festes Ensemblemitglied am Theater Oberhausen.